# Carl Friedrich Weidemann (Maler)
Carl Friedrich Weidemann (* 12. Februar 1770 in Hamburg; † 25. August 1843 ebenda) war ein deutscher Maler und Lithograf.

## Leben

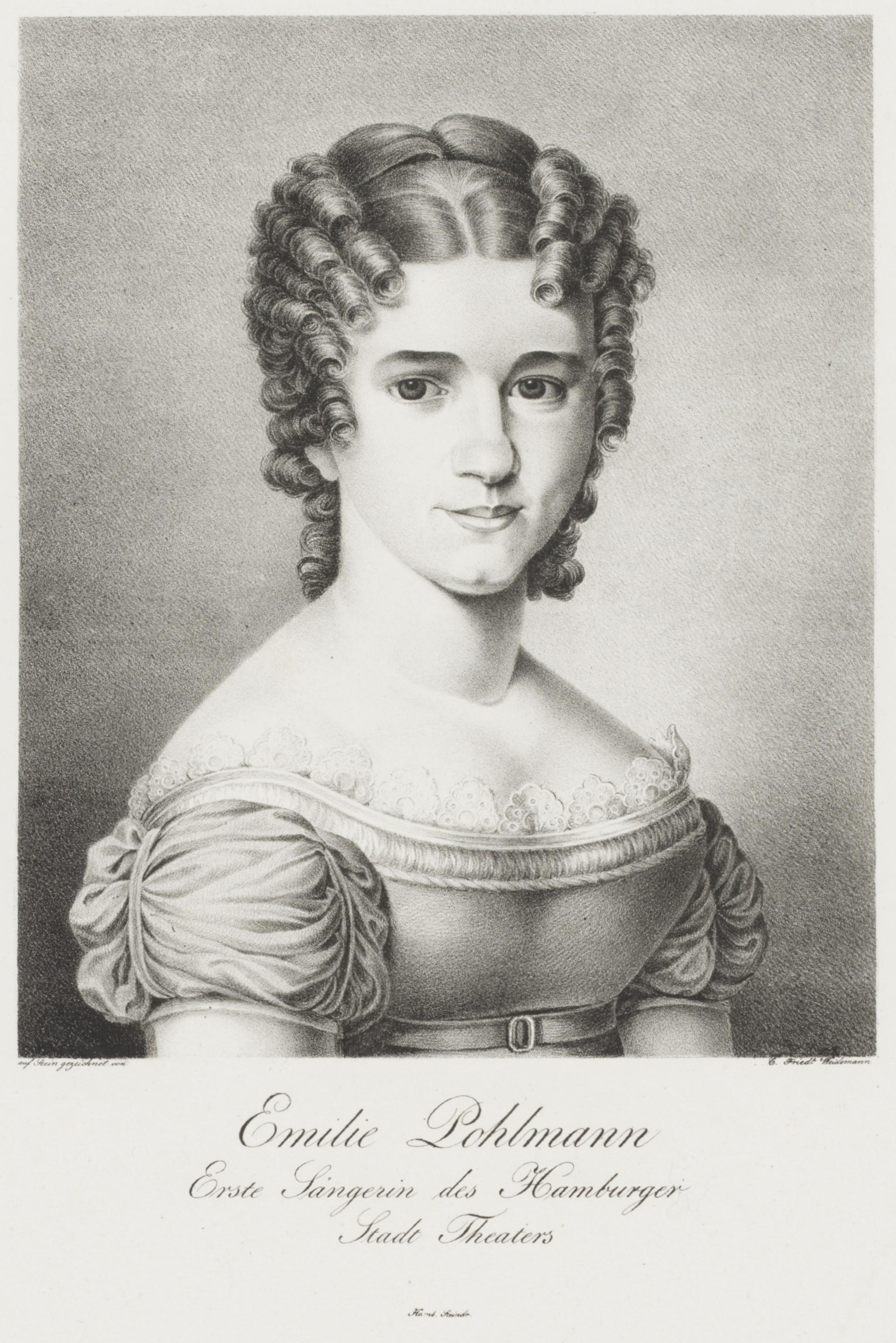
Emilie Pohlmann, Lithographie von 1821

Weidemanns Eltern betrieben eine Gold- und Silberstickerei in Hamburg. Nach erstem Zeichenunterricht bei Johann Anton Tischbein bildete er sich bei dem Altonaer Medailleur Johan Henrik Wolff (1727–1788) weiter. Zudem erlernte er das Pastellmalen bei Ernst August d’Abel und die Ölmalerei bei L. Eckhardt. Er lebte und arbeitete als Bildnismaler und Lithograf. Nach Weidemanns Vorlage lithographierte Günther Gensler das Bildnis des Pianisten Johann Heinrich Clasing.
Werke (Auswahl)
- Porträt des Rabbiners Isaak Bernays (1822)
- Porträt des Hamburger Schauspielers Gödemann
- Bild des Heiligen Ansgar (1826) nach dem Tafelbild von Hans Bornemann in der Hauptkirche Sankt Petri.